# Belinògraf

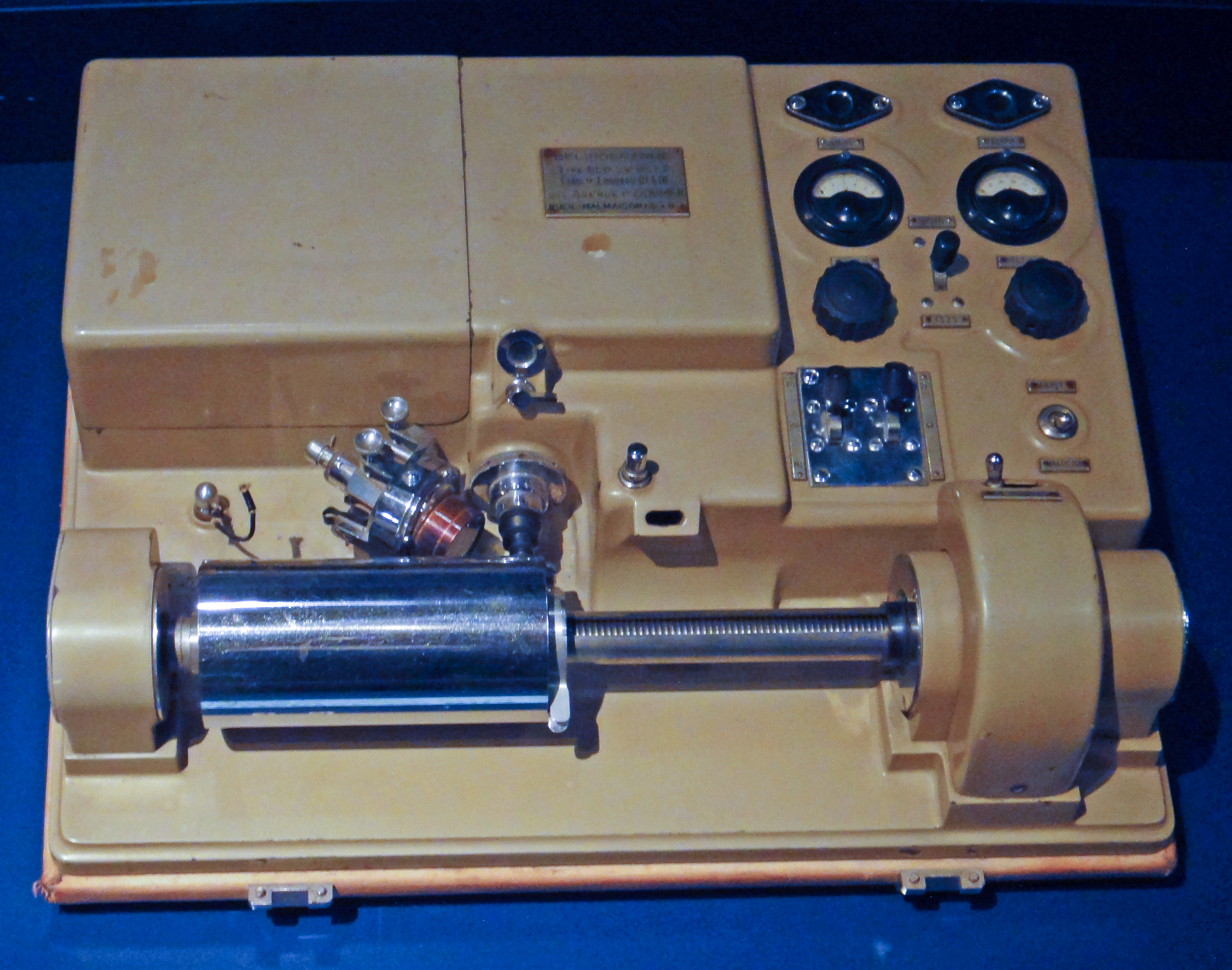
L'invent d'Édouard Belin

El belinògraf va ser un aparell creat el 1907 per Édouard Belin, un inventor francès, que servia per enviar fotografies en blanc i negre a distància. Podia arribar a enviar fotografies d'un continent a un altre. Funcionava mitjançant una fotocel·lula que escanejava una imatge per transmetre-la a través de la línia telefònica estàndard.
Aquest invent va assentar les bases pel servei de Telefoto de AT&T, una companyia de serveis telefònics dels Estats Units. A més, a ser el precursor de la màquina de fax, i també de la televisió.

## Funcionament
Funcionava de la següent manera: es col·locava una imatge en el cilindre, que és mòbil, i s'escanejava amb un raig de llum molt fort, que tenia una cèl·lula fotoelèctrica que podia convertir la llum o l'absència d'aquesta en impulsos elèctric transmissibles. La llum analitzava les línies de la imatge mitjançant la cèl·lula fotoelèctrica; els diferents nivells de gris es converteixen en freqüències sonores (agut pels blancs i greu pels negres) i això es retransmetia per telefonia. El sistema receptor rebia les freqüències i imprimia la imatge analògica línia a línia en el paper fotogràfic impressionable que tenia en el seu cilindre mòbil. El procés del belinògraf utilitzava el principi bàsic sobre el qual es basarien totes les màquines subsegüents de transmissió facsímil.
L'enviament d'una fotografia en blanc i negre de 13x18 durava 8 minuts si el sistema no fallava.

## Antecedents
Els primers experiments amb transmissió d'imatges es remunten al 1884 amb Paul Nipkow. Aquest enginyer alemany va posar les bases del que més tard s'anomenaria televisió electromecànica. Això ho va fer amb un disc perforat d'exploració per rotació, un conjunt de cèl·lules fotoelèctriques i tubs de descarrega de gasos.

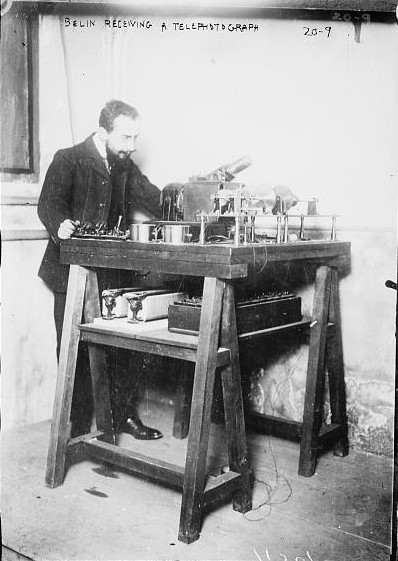
Belin amb el seu belinògraf

El 1907 el professor Boris Rosing, de la Universitat de Sant Petersburg, utilitzant el disc de Nipkow com a emissor i el tub de raigs catòdics de Ferdinand Braun com a pantalla de recepció, va aconseguir transmetre algunes imatges però estaven molt borroses.
A partir d'aquí, els invents que es va desenvolupar d'aquests, a part del belinògraf que va portar el fax, van portar la televisió analògica.

## Utilització
Aquest va ser un invent molt utilitzat per la premsa, ja que permetia als fotògrafs enviar les seves fotografies a la redacció molt ràpidament i des de qualsevol part del món.
La primera fotografia enviada per belinògraf va ser publicada el 1912 a Le Journal de París. Va trigar 4 minuts a arribar i mostrava la inauguració que el president Poincaré va fer de la Fira de Lyon. Cap a 1926 van sortir a la venda belinògrafs portàtils, que es transportaven en una maleta que pesava 20 kg. Tota la premsa es va equipar d'aquests artefactes. Al final, el belinògraf va acabar formant part de l'equipament utilitzat per l'Associated Press dels Estats Units, i les imatges transmeses amb aquesta tècnica eren anomenats "belins".
La Western Union va començar a transmetre fotografies de semitons el 1921, l'AT&T el 1924 i la RCA el 1926. L'Associated Press va començar els seus serveis el 1935. Això es va convertir en el primer sistema de transmissió rutinària de telefotografia, i 30 anys després, el 1964, la Xerox Corporation va introduir la LDX, la Long Distance Xerography, la connexió de dues fotocopiadores a través de la xarxa pública de telèfons, així, un document escanejat a la fotocopiadora A seria imprès per la fotocopiadora B.
Tot i que es va intentar reemplaçar el procés del belinògraf per alguna altra tècnica, el procediment de Belin es va mantenir com la més eficaç fins a 70 anys després de la seva invenció.